# 塞巴斯蒂安·沃斯邱林
塞巴斯蒂安·沃斯邱林（荷蘭語：Sebastiaan Verschuren；1988年10月7日—）是一位荷蘭游泳運動員。他主要擅長自由泳。在2010年歐洲游泳錦標賽上，他獲得200米自由泳項目的銅牌。他也參加了2012年倫敦奧運和2016年里約奧運。